# Sait Kalangan II
Sait Kalangan II is een bestuurslaag in het regentschap Tapanuli Tengah van de provincie Noord-Sumatra, Indonesië. Sait Kalangan II telt 697 inwoners (volkstelling 2010).